# Gillan (álbum)
Gillan es el primer álbum de la banda británica de rock Gillan, lanzado en septiembre de 1978. Si bien el trabajo fue lanzado solo en Japón, Australia y Nueva Zelanda, tuvo importantes ventas en el Reino Unido mediante importaciones, gracias a las críticas positivas que recibió por parte de la prensa.

## Lista de canciones
Todas las canciones escritas por  Ian Gillan y Colin Towns excepto donde se indique lo contrario.
Cara 1
1. "Second Sight" (Colin Towns)—2:36
2. "Secret of the Dance" – 2:50
3. "I'm Your Man" – 4:25
4. "Dead of Night" – 4:10
5. "Fighting Man" (Towns)—7:35

Cara 2
1. "Message in a Bottle" – 3:08
2. "Not Weird Enough" – 4:05
3. "Bringing Joanna Back" – 3:39
4. "Abbey of Thelema" – 4:56
5. "Back in the Game" – 5:25

## Créditos
- Ian Gillan – voz
- Colin Towns – teclados y flautas
- John McCoy – bajo
- Steve Byrd – guitarra
- Liam Genockey – batería y percusión (grabados en estudio)
- Pete Barnacle – batería y percusión (en vivo)